# Gończy słowacki
Gończy słowacki – rasa psów, należąca do grupy psów gończych, zaklasyfikowana do sekcji średnich psów gończych. Podlega próbom pracy.

## Rys historyczny
Według Hansa Rãbera. Celtowie, którzy w IV wieku p.n.e. rozpoczęli ekspansję na obszarze współczesnych Węgier, posiadali psy, które krzyżowali z miejscowymi psami Scytów. Psy te także mieszano z gończymi austriackimi, chartami polskimi, chartami węgierskimi uzyskując rodzime psy gończe. W latach 70. XVIII wieku wydano nakaz hodowli gończych słowackich w czystości rasy. W tamtym okresie ten pies najliczniej występował na terenie obecnej Słowacji i były w posiadaniu majętnych myśliwych pochodzących z Niziny Panońskiej. Podczas II wojny światowej założono pierwszą księgę hodowlaną oraz utworzono pierwszy standard rasy.
Etymologia słowackiej nazwy tej rasy psa gończego – Slovenský kopov nie jest do końca poznana. František Horák twierdził, że słowo kopov oznacza psa gończego i jest stosowane na Słowacji od wielu lat. Istnieje także wersja druga, która powołuje się na słownik opublikowany w latach 1825–1827, w którym kopol to określenie „czarnego psa myśliwskiego z jasnymi plamami nad oczyma”.
W roku 1988 powstał w Bratysławie klub hodowców gończego słowackiego.

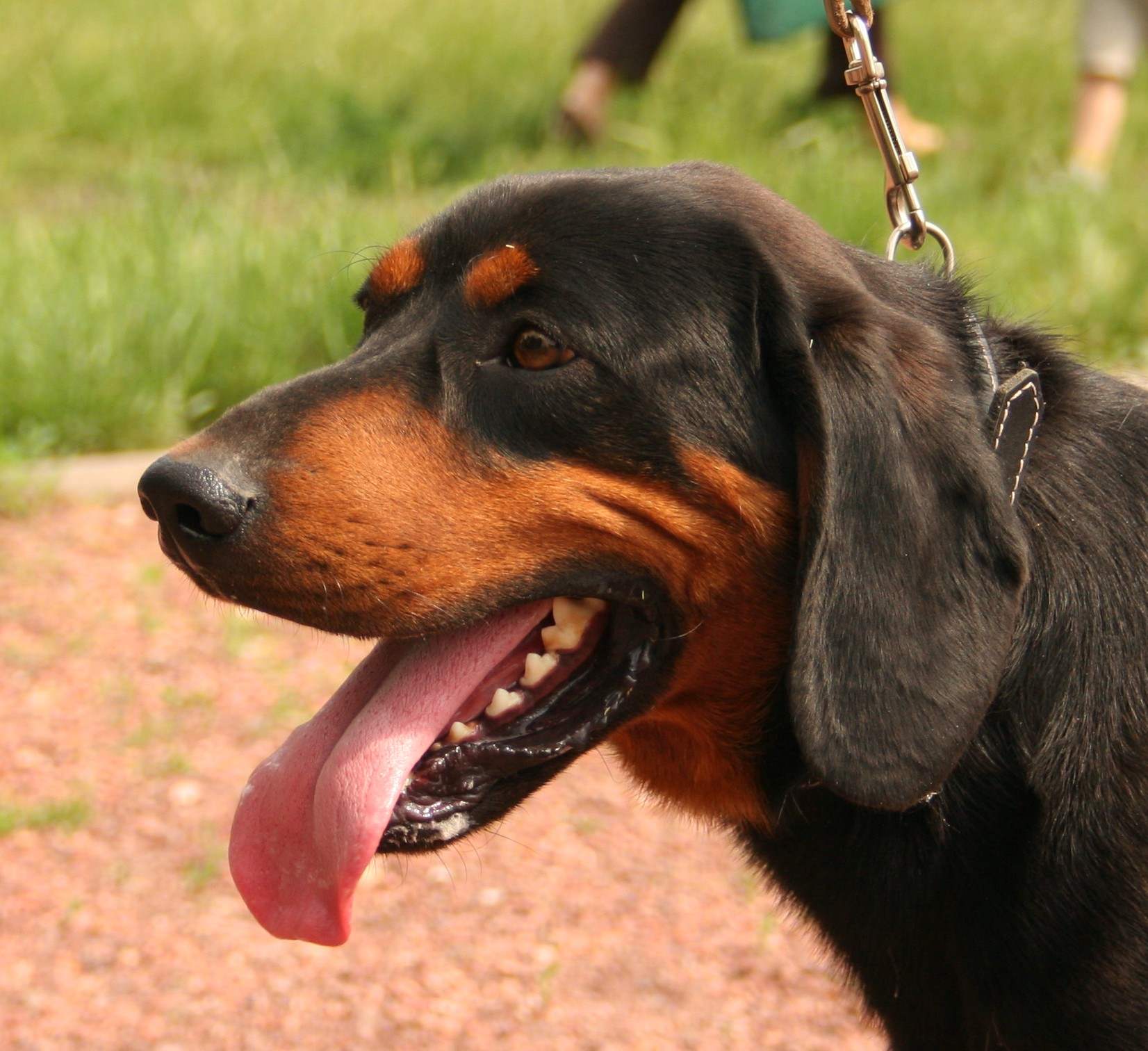
Gończy słowacki – głowa

## Wygląd
Gończy słowacki to średniej wielkości pies o lżejszej budowie o mocnym kośćcu i sylwetce wydłużonej do prostokąta.

### Szata i umaszczenie
Włos tego gończego jest długości 2–3 cm, średnio mocny, przylegający i gęsty, na grzbiecie, szyi i ogonie dłuższy.
Umaszczenia jakie może występować to wyłącznie czarne podpalane.

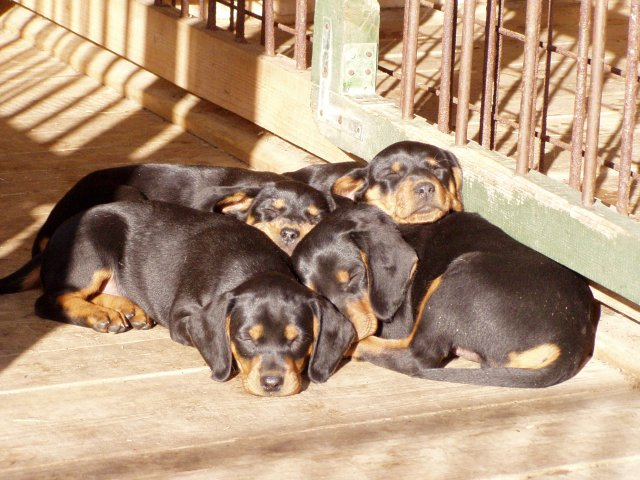
7 tygodniowe szczenięta

## Zachowanie i charakter
Pies tej rasy jest psem aktywnym, o dobrym węchu i dużej zdolności do trzymania tropu. Cięty, przyzwyczajony do pracy samodzielnej posiada wyostrzony zmysł orientacji w terenie oraz wytrwały głośny gon przy wielogodzinnej pogoni na ciepłym tropie lub śladzie. Gończy słowacki jest rasą psów trudną do ułożenia.

## Użytkowość
Współcześnie na Słowacji jest nadal psem hodowanym głównie przez myśliwych do polowań na czarną zwierzynę i na drapieżniki.